# جانجباي كوثوالي
جانجباي هارجيفانداس، المعروفة باسم جانجباي كوثوالي، أو جانجباي كاثياوادي، كانت عاملة جنسية هندية وسيدة بيت دعارة في منطقة كاماتيبورا في مومباي خلال الستينيات. تم بيعها للعمل في الدعارة في سن مبكرة من قبل خطيبها رامنيك لال بعد هروبها من منزلها إلى بومباي. أصبحت تُعرف باسم «سيدة كاماتيبورا» لكونها قوادة مؤثرة في المدينة مع علاقات المافيا، وتجارة المخدرات، وأمر بارتكاب جرائم قتل. لاحقًا في حياتها قابلت جواهر لال نهرو لمناقشة محنة المشتغلين بالجنس وتحسين ظروفهم المعيشية.

## في الثقافة الشعبية
تم توثيق حياتها في كتاب 2011 ملكات المافيا في مومباي للكاتب والصحفي حسين زيدي.
جانجباي كاثياوادي فيلم جريمة سيرة ذاتية باللغة الهندية الهندية يستند إلى فصل من كتاب زيدي، وإخراج سانجاي ليلا بهنسالي.